# جان بيير كاسل
جان بيير كاسل (بالفرنسية: Jean-Pierre Cassel)‏
```
(و. 
1932
 – 
2007
 
م
)
[
3
]
 هو 
ممثل
، 
وراقص
 من 
فرنسا
 . ولد في 
باريس
.
[
1
]
[
1
]
```

توفي في باريس، عن عمر يناهز 75 عاماً.

## التعليم
تعلم في مدرسة رينيه سيمون للفنون الدرامية ‏

## روابط خارجية
- جان بيير كاسل على موقع IMDb (الإنجليزية)
- جان بيير كاسل على موقع الموسوعة البريطانية (الإنجليزية)
- جان بيير كاسل على موقع روتن توميتوز (الإنجليزية)
- جان بيير كاسل على موقع ألو سيني (الفرنسية)
- جان بيير كاسل على موقع ميوزك برينز (الإنجليزية)
- جان بيير كاسل على موقع تيرنر كلاسيك موفيز (الإنجليزية)
- جان بيير كاسل على موقع أول موفي (الإنجليزية)
- جان بيير كاسل على موقع قاعدة بيانات الأفلام السويدية (السويدية)
- جان بيير كاسل على موقع إن إن دي بي (الإنجليزية)
- جان بيير كاسل على موقع قاعدة بيانات الفيلم (الإنجليزية)